# Leptotogea usambararum
Leptotogea usambararum är en stekelart som beskrevs av Heinrich 1968. Leptotogea usambararum ingår i släktet Leptotogea och familjen brokparasitsteklar. Inga underarter finns listade i Catalogue of Life.